# Tom S. Englund
Tom S. Englund (ur. 14 grudnia 1973) – szwedzki gitarzysta i wokalista. Od 1996 roku związany z grupą Evergrey.

## Instrumentarium
Źródło.
| - Caparison Guitars Tom S Englund Signature - Peavey 6505 - Peavey poweramp 50/50 - 4 4×12 cabinets | - Shure Wireless Systems - Korg Triton Syntheseizer - Korg N364 Syntheseizer |

## Dyskografia
| - Nightrage – Sweet Vengeance (2003, gościnnie) - Dragonland – Starfall (2004, produkcja) - Awake – Illumination (2007, produkcja) - Ayreon – 01011001 (2008, gościnnie) - Odin's Court – Deathanity (2008, gościnnie) - Mind Key – Pulse for a Graveheart (2009, gościnnie) | - Emergency Gate – The Nemesis Construct (2010, gościnnie) - The Absence – Enemy Unbound (2010, gościnnie) - Gus G. – I Am the Fire (2014, gościnnie) - Exlibris – Closer (2014, gościnnie) - Stormy Atmosphere – Pent Letters (2015, gościnnie) - Ethernity – Obscure Illusions (2015, gościnnie) |